# Lasius crinitus
Lasius crinitus är en myrart som först beskrevs av Smith 1858.  Lasius crinitus ingår i släktet Lasius och familjen myror. Inga underarter finns listade i Catalogue of Life.